# دونده (فیلم ۱۳۶۳)
دونده فیلمی ایرانی به‌کارگردانی امیر نادری و محصول سال ۱۳۶۳ است.
دونده نخستین فیلم ایرانیِ ساخته‌شده پس از انقلاب ۱۳۵۷ است که توانست توجه جهانیان را به سینمای ایران جلب کند.
این فیلم در نظرسنجی منتقدان و نویسندگان مجله فیلم به عنوان یکی از بهترین فیلم‌های تاریخ سینمای ایران برگزیده شده است.

## خلاصهٔ داستان
امیرو نوجوان تنهایی است که رؤیایش سفر به آن سوی خلیج فارس و آزادی است. او بطری‌های خالی، قوطی و چیزهایی از این دست را از میان زباله‌ها جمع می‌کند و می‌فروشد و با واکس‌زدن کفش خارجی‌های مقیم آبادان روزگار می‌گذراند. امیرو کم‌کم به کلاس درس شبانه می‌رود و الفبا را یادمی‌گیرد…

## بازیگران
- مجید نیرومند در نقش امیرو
- موسی ترکی‌زاده
- علیرضا غلام‌زاده
- علی پاسدارزاده
- شیرزاد بشکال

## مرمت
این فیلم توسط فیلمخانهٔ ملی ایران مرمت شد و در سی و هفتمین جشنواره جهانی فیلم فجر به نمایش درآمد.

## جوایز
- برندهٔ جایزهٔ بالن طلایی جشنوارهٔ سه‌قارهٔ نانت ۱۹۸۵
- برندهٔ جایزهٔ ویژهٔ جشنوارهٔ بین‌المللی فیلم سنگاپور ۱۹۸۵
- برندهٔ جایزهٔ ویژهٔ هیئت‌داوران جشنوارهٔ بین‌المللی فیلم کودکان سینه جونیور ۲۰۰۰